# 蒋永志
蒋永志（1955年8月—），浙江省临海人，中华人民共和国政治人物。

## 生平
1975年5月加入中国共产党。1997年9月，担任玉环县县长。2000年2月，担任中共玉环县委书记。2000年4月，兼任玉环县人大常委会主任。2005年3月，担任金华市委常委、秘书长。同年7月，兼任中共东阳市委书记。2009年9月，担任浙江省高级人民法院纪检组组长。2011年11月，担任浙江省委巡视工作办公室主任。2013年8月，出任中共浙江省委第四巡视组组长。2018年，担任第二巡视组组长。